# Верхівка (Молодечненський район)
Верхівка (біл. вёска Вярхоўка) — село в складі Молодечненського району Мінської області, Білорусь. Село підпорядковане Тюрлівській сільській раді, розташоване в західній частині області.